# I Can Love You
"I Can Love You" é uma canção de 1997 da cantora de R&B Mary J. Blige. Produzida por Rodney Jerkins, e apresentando um rap de Lil' Kim, foi lançada como o segundo single do terceiro álbum de Blige, Share My World.

## Vídeo clipe
O video clipe foi filmado entre 11 e 12 de Junho de 1997 em uma casa e uma floresta, Mary e outras pessoas estão festejando e se divertindo no clipe.

## Performance nas paradas musicais
| Parada musical (1997)                        | Melhor posição |
| -------------------------------------------- | -------------- |
| Estados Unidos (Billboard Hot 100)           | 21             |
| Estados Unidos (Billboard R&B/Hip-Hop Songs) | 2              |

## Créditos
- Vocais principais por Mary J. Blige
- Vocais de fundo por Mary J. Blige and LaTonya Blige-DaCosta
- Rap composto e interpretado por Lil' Kim
- Produzido por Rodney Jerkins